# Cserhátsurány
Cserhátsurány è un comune dell'Ungheria di 960 abitanti (dati 2001). È situato nella contea di Nógrád.